# 가황

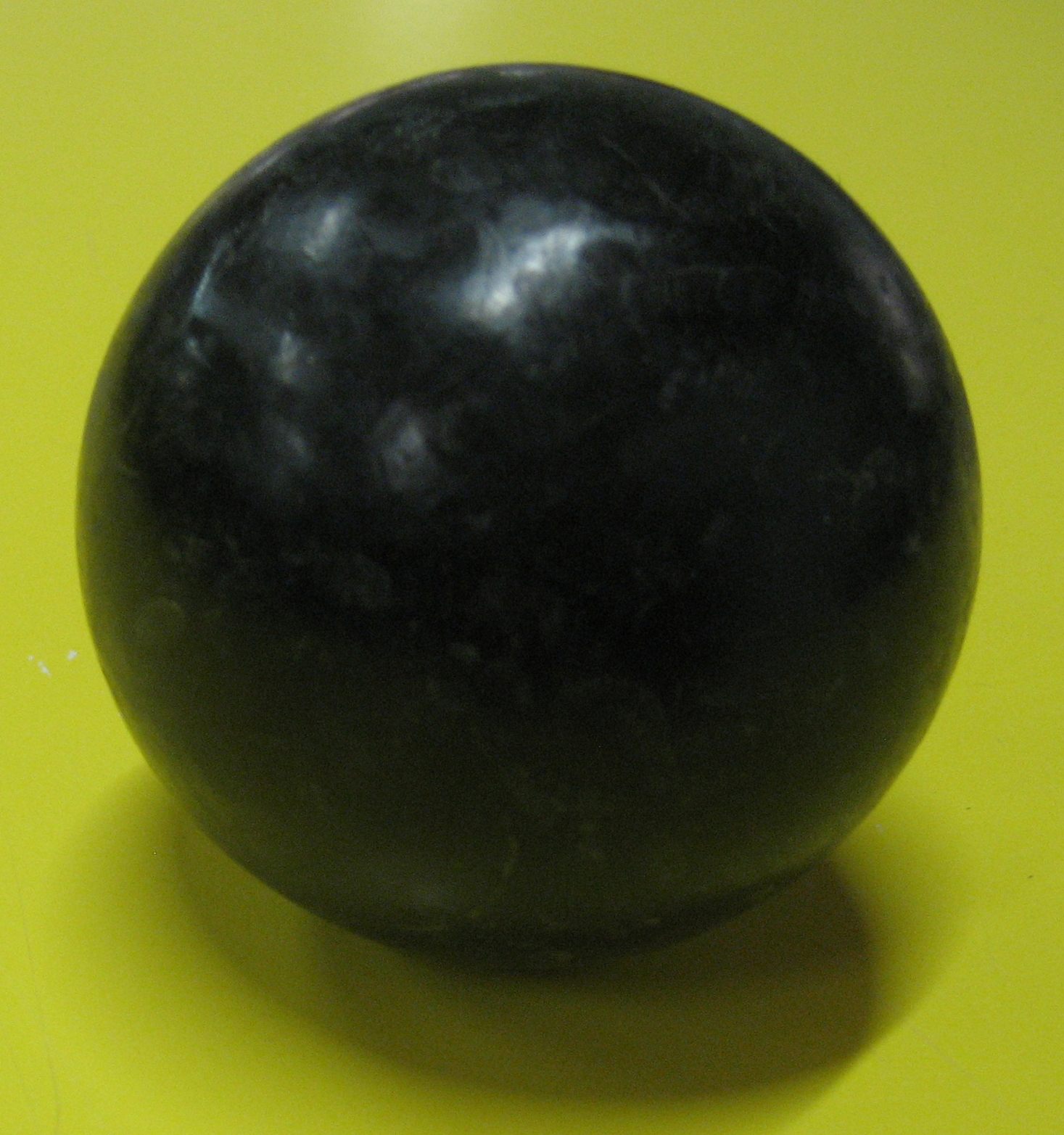
가황으로 만들어진 구.

가황(加黃, 영어: vulcanization)은 고무나 중합체에 황 또는 다른 첨가제를 넣어서 가교를 형성하게 하는 일이다. 가황을 하면 고무의 탄성이 좋아진다. 찰스 굿이어가 고무에 황을 떨어트려서 처음 발견한 것과 여전히 황을 이용한 방법이 널리 쓰여서 황을 사용하지 않는 경우도 가황이라고 한다. 가황을 너무 많이 하면 에보나이트가 되어서 탄성이 오히려 떨어진다.

## 같이 보기
- 가교 (화학)